# Яковлеве (Великолуцький район)
Яковлеве (рос. Яковлево) — село у Великолуцькому районі Псковської області Російської Федерації. Входить до складу Купуйської волості.

## Географія
Село розташоване за 0,5 км на захід від волосного центру Купуй та у 14 км на південь від райцентру Великі Луки.

## Клімат
Клімат села помірно-континентальний, з м'якою зимою та теплим літом. Опадів більше випадає влітку і на початку осені.

## Населення
Станом на 2010 рік чисельність населення села — 44 особи.
| 2000 | 2010 |
| 49   | ↘ 44 |